# Syrabach
Der Syrabach, auch kurz Syra, ist ein Gewässer im sächsischen Vogtland.
Obwohl nur neun Kilometer lang, hat der Bach maßgebliche Bedeutung für die Region. Bereits in der ersten Urkunde des Vogtlandes von 1122 wird er unter dem Namen Siroune als Grenzgewässer des Gaues Dobna erwähnt. Der durch die Mündung des Syrabaches in die Weiße Elster erdgeschichtlich von beiden Gewässern geschaffene Bergsporn diente zur Anlage der Stadt Plauen. 1122 wird der Bach als Sirouue erstmals schriftlich erwähnt. Abgeleitet war der Name vermutlich vom altsorbischen Wort *žir, das für „Weide“ bzw. „Futter“ steht. Heute bezeichnet man den Syrabach auch gern kurz als Syra.
Die Quelle befindet sich in ca. 520 m ü. NN im Mehltheurer Forst nahe der B282. Hier fließt der Bach in östliche Richtung, verlässt an der Hainwiese den Wald und passiert kurz darauf den Ort Syrau, der nach ihm benannt wurde.
Hinter Syrau durchläuft der Bach in südöstlicher Richtung das Gelände des ehemaligen Truppenübungsplatzes der Sowjetarmee, erreicht dann den Plauener Ortsteil Kauschwitz und fließt inmitten von Feldern im begradigten Bachbett weiter Richtung Stadtzentrum Plauen. An der Holzmühle beginnt das Landschaftsschutzgebiet Syratal, das zentrale Naherholungsgebiet Plauens. Umgeben von Laubwald strömt der Bach hier wieder im natürlichen Bett in einem Kerbsohlental weiter. Von Westen fließt der Zwoschwitzbach aus der gleichnamigen Gemeinde Zwoschwitz zu, er wird unter anderem vom Wasser des Geilingsbaches aus Richtung Neundorf gespeist.

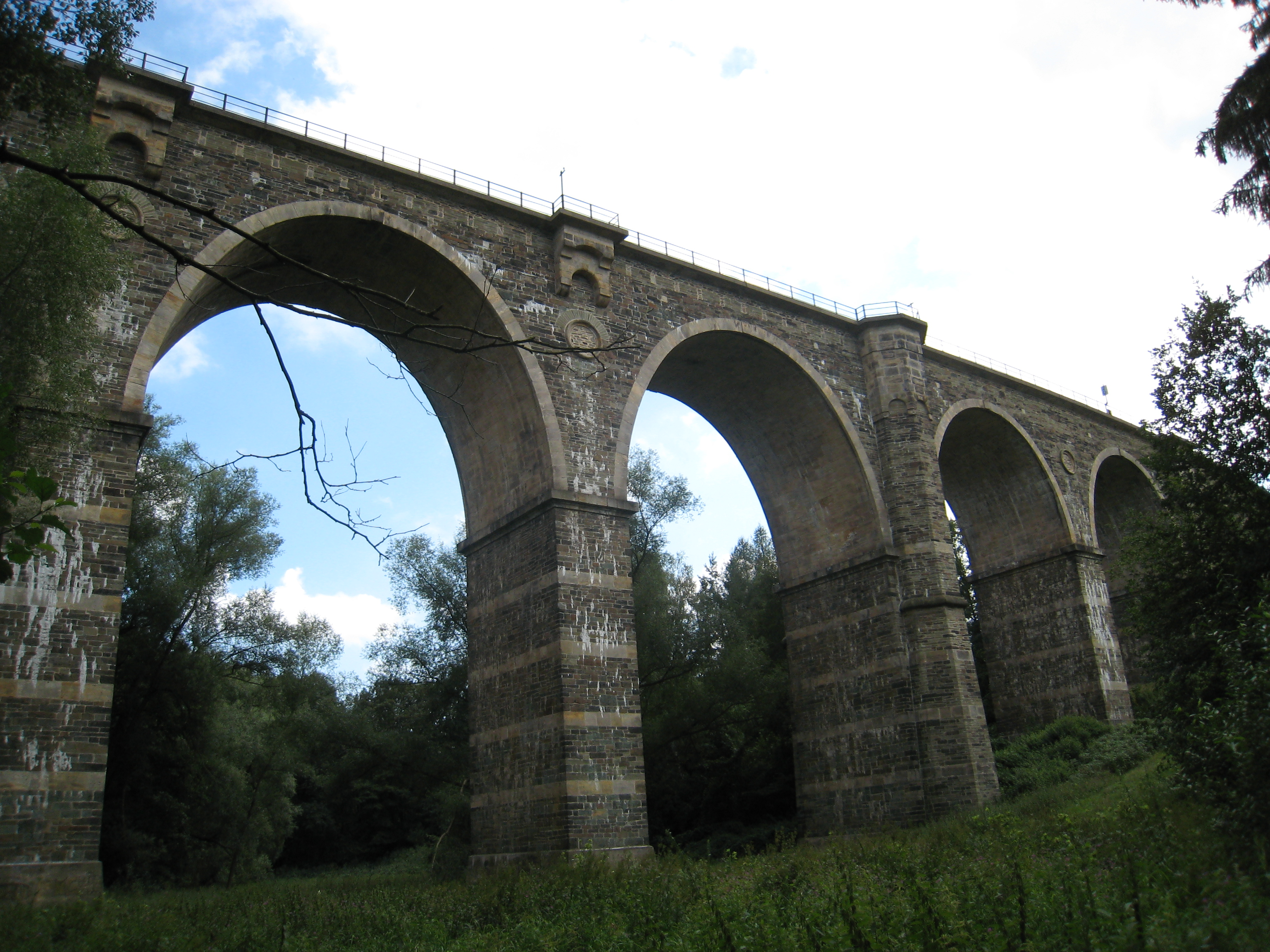
Syratalbrücke

 Das Syratal wird von der Syratalbrücke, einem großen Viadukt (209 m lang und 32 m hoch), in 11 Bögen überspannt. Diese Brücke wurde für die Bahnstrecke Plauen–Eger erbaut. Wenige Meter weiter passiert der Bach den Dobenaufelsen, der Sage nach der Stammsitz des Dobnagaues. Kurz darauf durchläuft der Syrabach die Freizeitanlage Syratal und wird dabei von der einzigen elektrischen Parkeisenbahn Deutschlands mit Oberleitung gequert. Zum Areal der Freizeitanlage gehören weiterhin ein Kinderverkehrsübungsplatz, eine Minigolfanlage und ein Streichelzoo. Auf der gegenüberliegenden Bach- und damit Brückenseite liegt die Plauener Traditionsbrauerei Sternquell.
Unmittelbar danach, inmitten von Plauen, überspannt die Friedensbrücke, die größte Steinbogenbrücke Europas, das Syratal. Im Bereich der Friedensbrücke beginnt der erste Teil des unterirdischen Verlaufs der Syra. Der Bach tritt in Hinterhöfen und Privatgrundstücken nochmals zu Tage, wird dann aber auf fast 1 km Länge vollständig unter der heutigen innerstädtischen Syrastraße hindurchgeführt. Der aus verkehrlicher Sicht zentrale Hauptplatz Plauens, der Postplatz, trug bis 1966 offiziell, später umgangssprachlich weiterhin den Namen „Tunnel“ – der Syrabach wird hier „übertunnelt“ – eine ehemalige Überbrückung mit ursprünglicher Wegeunterführung. Die innerstädtische Talaue erhielt 1912/13 sowie zwischen 1964 und 1974 weitere Verfüllungen, die das Bodenniveau erheblich veränderten. Ebenso trägt die zentrale Straßenbahn- und Bushaltestelle Plauens auf diesem Platz den Namen Tunnel. Erst unmittelbar vor der Mündung in die Weiße Elster nahe der Alten Elsterbrücke, der zweitältesten Brücke Sachsens, endet der unterirdische Kanal.
Erste Arbeiten zur unterirdischen Verlegung des Syrabachs begannen am 26. Mai 1885 und sind im selben Jahr beendet worden.
Der Bach hat einen Wasserverschmutzungsgrad von I bis II und ist somit gar nicht bis wenig mit Schadstoffen belastet, es gibt kleinere Fischschwärme, angeln ist jedoch nicht erlaubt.